# Leif Gustafsson
Ej att förväxla med motorcykelåkaren född 1951. För handbollsspelaren född 1941, se Leif Gustavsson.
Leif Gustafsson, född 1940, är en svensk företagsledare och bergsingenjör.
Gustafsson var verkställande direktör för SSAB från 1987 till 1998 (då han efterträddes av Torsten Sandin), och därefter styrelseordförande från 1998 till 2003 (då han efterträddes av Sverker Martin-Löf).